# マッタ・アヴ・スヴェーリエ
マッタ・アヴ・スヴェーリエ（スウェーデン語全名：Märtha Sofia Lovisa Dagmar Thyra av Sverige, 1901年3月28日 - 1954年4月5日）は、ノルウェー王オーラヴ5世の妃。オーラヴが即位する前に亡くなったため、王妃とならなかった。

## 生涯
スウェーデンの王族であるヴェステルイェートランド公カール（オスカル2世の三男）と、その妃であるデンマーク王女インゲボー（フレゼリク8世の次女）の次女として、ストックホルムで生まれた。ベルギー王妃アストリッドの姉にあたる。
1929年3月に、従弟にあたるノルウェー王太子オーラヴと結婚。義父はデンマーク王子としてイギリスのバッキンガム宮殿でモード王女（イギリス王エドワード7世の娘）と結婚式を挙げたためノルウェーでロイヤル・ウェディングが挙行されるのは367年ぶりだった。結婚後は、子供たちのために服を自身で縫うなどの姿が国民の共感を得、人気も高かった。1930年、南極のドロンニング・モード・ランドの海岸の一部はマッタを記念し、『プリンセス・マーサ・コースト』と命名された。ノルウェーの王族にちなんだ名前の海岸の中で最も広大な海岸である。1939年にはアメリカを訪問し、アメリカ大統領フランクリン・ルーズベルトと夫人エレノアと交友関係を結んだ。
1940年、ドイツ国防軍がノルウェーに侵攻すると、義父ホーコン7世と王太子オーラヴは抗戦するが敗退しイギリスへ逃れ、そこで亡命政府を樹立した。マッタは子供たちを連れて故国スウェーデンへ亡命した。マッタ母子を受け入れることでドイツの侵攻を受けると恐れる中立国スウェーデンでは歓迎されたとは言えず、またドイツ国防軍と傀儡政府が義父らの権利を剥奪しわずか3歳の長男ハーラル（のちのハーラル5世）をノルウェー王にしようとしていることを知った。更にスウェーデンに多数存在していた親独派らも息子を引き渡すように圧力をかけてきたことに身の危険を感じたマッタは、アメリカ大統領夫妻の招きに応じて、フィンランドからアメリカ海軍の軍艦でアメリカへ向かった。マッタと子供たちはまずホワイトハウスに数ヶ月、その後もワシントンD.C.に住んだ。彼女は赤十字の活動に加わり、ノルウェーの窮状を訴えて連合国の援助を求めた。その姿に多くのアメリカ人が感動し、アメリカ大統領フランクリン・ルーズベルトはLook to Norwayと題した演説を1942年に行った。ルーズベルトのマッタへの敬愛の情は非常に深いもので、ルーズベルトにとっては最後の恋愛感情の対象でもあったのではないかと息子のジェームズ・ルーズベルトは述懐している。
大戦後、帰国したマッタを国民は国母として熱狂的に迎えた。1954年、癌のため53歳で死去。

## その他
- 息子であるハーラル5世の長女で、孫娘にあたるマッタ・ルイーセ王女（1971年 - ）のファーストネームはマッタにちなむものである。

- 2005年、ワシントンD.C.の駐米ノルウェー大使館にマッタの像が建てられた。

## 子女
- ラグンヒル（1930年 - 2012年）
- アストリッド（1932年 - ）
- ハーラル5世（1937年 - ） - ノルウェー王